# Marie-Antoinette (film, 1938)
Cet article concerne le film de W.S. Van Dyke. Pour le film de Sofia Coppola, voir Marie-Antoinette.
Pour les articles homonymes, voir Marie-Antoinette.
Pour plus de détails, voir Fiche technique et Distribution.
Marie-Antoinette est un film américain, réalisé en 1938 par W. S. Van Dyke.

## Synopsis
Alors que les rapports sont difficiles entre le roi Louis XVI et la reine Marie-Antoinette, cette dernière entretient une liaison amoureuse avec Axel de Fersen, un comte Suédois.

## Fiche technique
- Titre : Marie-Antoinette
- Titre original : Marie Antoinette
- Réalisation : W. S. Van Dyke

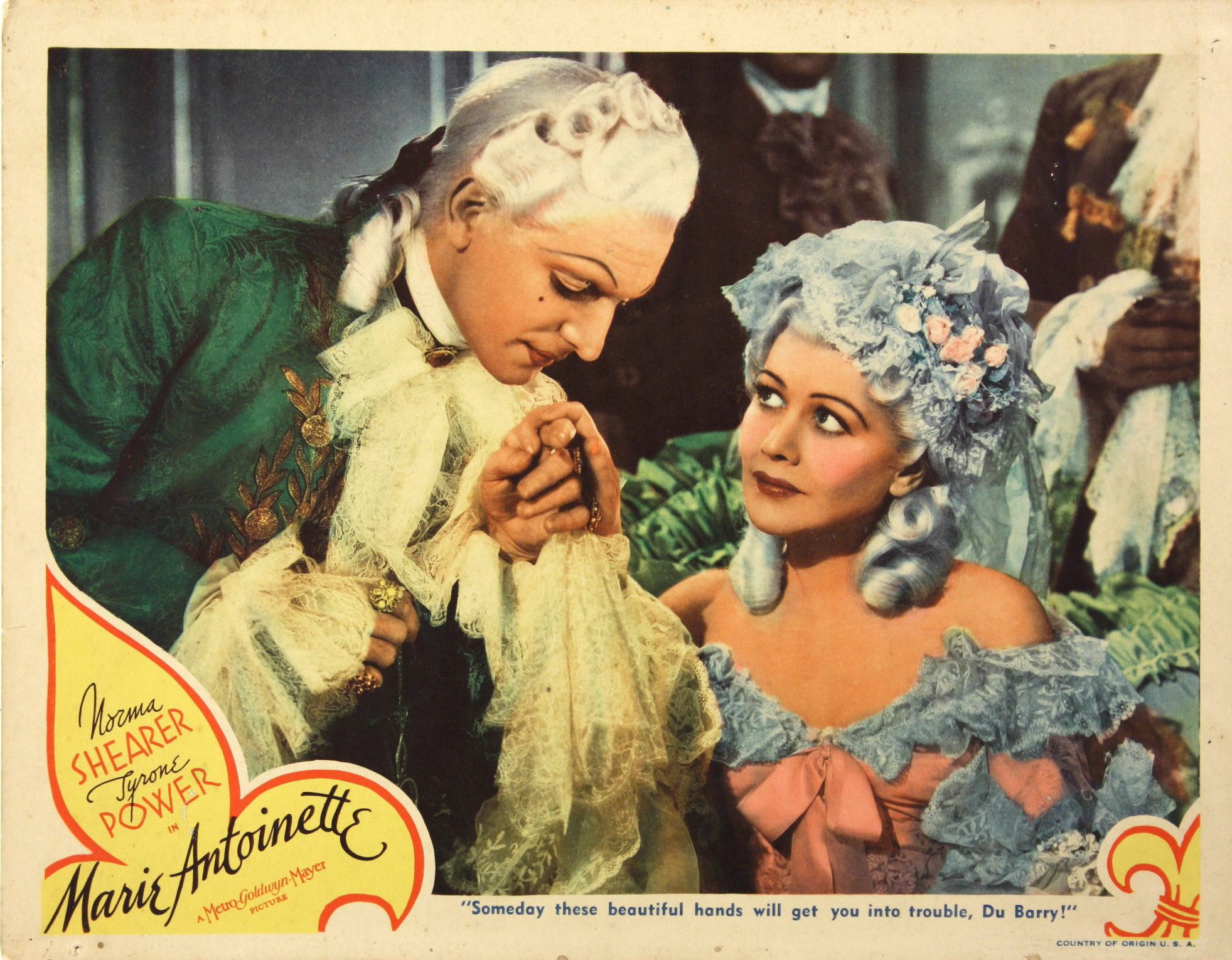
Carte promotionnelle du film.

- Assistant réalisateur : Jacques Tourneur (non crédité)
- Production : Irving Thalberg (non crédité) et Hunt Stromberg
- Société de production : Loew's et Metro-Goldwyn-Mayer
- Distribution : Metro-Goldwyn-Mayer
- Scénario : Donald Ogden Stewart, Ernest Vajda et Claudine West, F. Scott Fitzgerald (non crédité) d'après le récit de Stefan Zweig
- Musique : Herbert Stothart
- Chorégraphe : Albertina Rasch
- Images : William H. Daniels, George J. Folsey (non crédité) et Leonard Smith (non crédité)
- Montage : Robert Kern
- Direction artistique : Cedric Gibbons
- Décors : William A. Horning et Edwin B. Willis
- Costumes : Adrian et Gile Steele
- Coiffures : Sydney Guilaroff
- Perruques : Max Factor
- Maquillage : Jack Dawn
- Son : Douglas Shearer
- Pays de production :  États-Unis
- Format : Noir et blanc (Sepiatone) - Son : Mono (Western Electric Sound System)
- Genre : Drame, romance, historique et biopic
- Durée : 149 minutes
- Dates de sortie :
  - États-Unis : 8 juillet 1938 (première à Los Angeles), 26 août 1938 (sortie nationale)
  - Royaume-Uni : 6 février 1939
  - France : 23 mars 1939

## Distribution

### Acteurs crédités

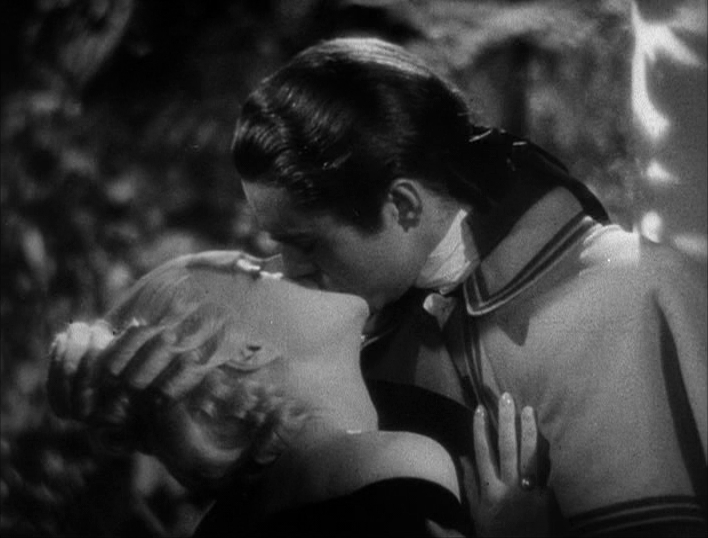
Marie-Antoinette (Norma Shearer) et le comte Axel de Fersen (Tyrone Power) s'embrassant

- Norma Shearer : la reine Marie-Antoinette d'Autriche
- Tyrone Power : le comte Axel de Fersen
- John Barrymore : le roi Louis XV
- Robert Morley : le roi Louis XVI
- Scotty Beckett : le Dauphin
- Anita Louise : Princesse de Lamballe
- Joseph Schildkraut : Duc d'Orléans
- Gladys George : Madame du Barry
- Henry Stephenson : Comte de Mercy
- Cora Witherspoon : Comtesse de Noailles
- Reginald Gardiner : Comte d'Artois
- Henry Daniell : Nicolas de La Motte
- Albert Dekker : Comte de Provence
- Joseph Calleia : Drouet
- George Meeker : Robespierre
- Alma Kruger : Impératrice Marie-Thérèse
- Leonard Penn : Toulan

### Acteurs non crédités (sélection)
- Robert Barrat : Citoyen-officier
- Ed Brady : Citoyen à l'exécution
- John Burton : La Fayette
- Mae Busch : Comtesse de La Motte
- Frank Campeau : Vendeur de limonade
- Lane Chandler : Citoyen-officier
- Jules Cowles : Citoyen au tribunal
- Wade Crosby : Danton
- Cecil Cunningham : Mme 'Feldy' de Lerchenfeld
- Howard Da Silva : Toulon
- Harry Davenport : Monsieur de Cosse
- Maude Turner Gordon : Douairière
- Lawrence Grant : Vieil aristocrate à la naissance du Dauphin
- Mary Howard : Olivia
- Ruth Hussey : Duchesse de Polignac
- Claude King : Duc de Choiseul
- Henry Kolker : Aide de cour
- Duke R. Lee
- Horace McMahon : Révolutionnaire
- Helene Millard : Dame d'honneur de la comtesse Du Barry
- Rafaela Ottiano : Louise, servante de la reine
- Ivan F. Simpson : Sauce
- Theodore von Eltz : Officier
- Gustav von Seyffertitz : Confesseur du roi
- Harry Stubbs : Deuxième conseiller
- Charles Waldron : Ambassadeur de Suède
- Walter Walker : Benjamin Franklin
- George Zucco : Gouverneur de la Conciergerie

## Galerie

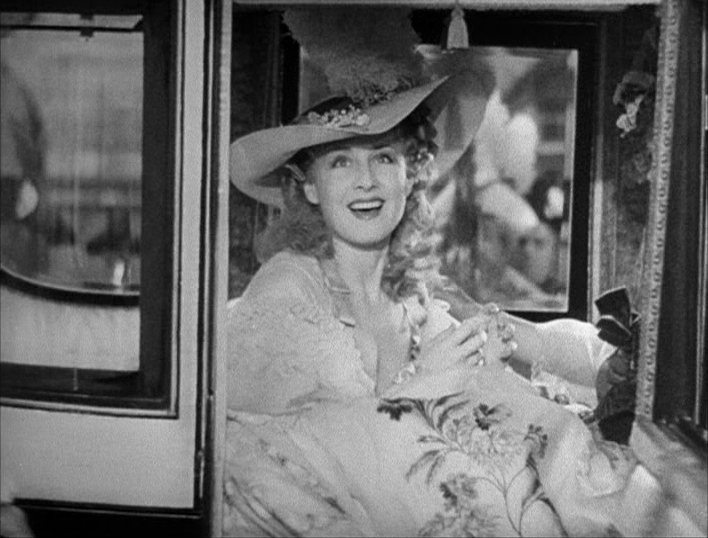
Norma Shearer dans le rôle de Marie-Antoinette
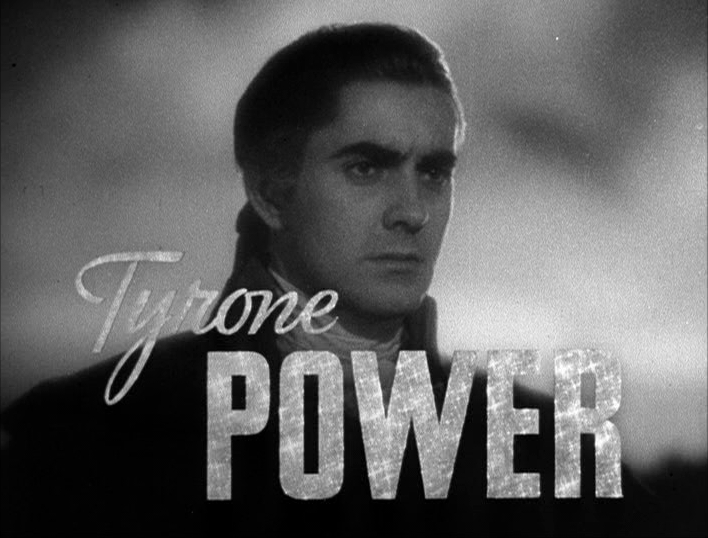
Tyrone Power personnifiant le comte Axel de Fersen
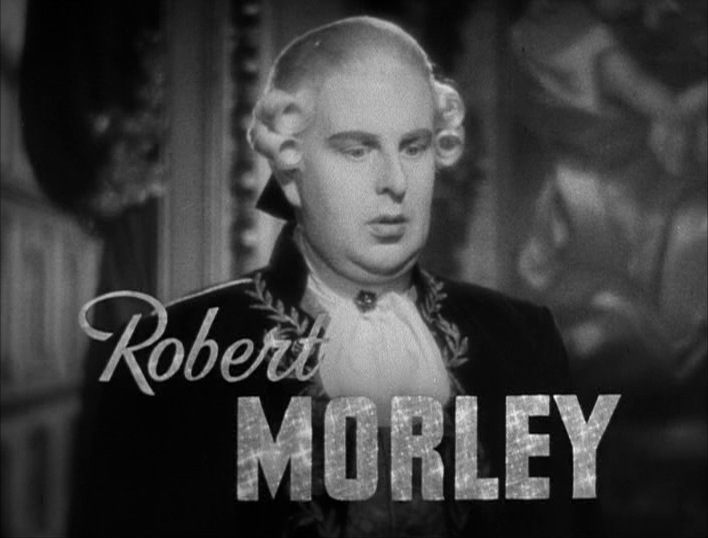
Robert Morley incarnant le roi Louis XVI
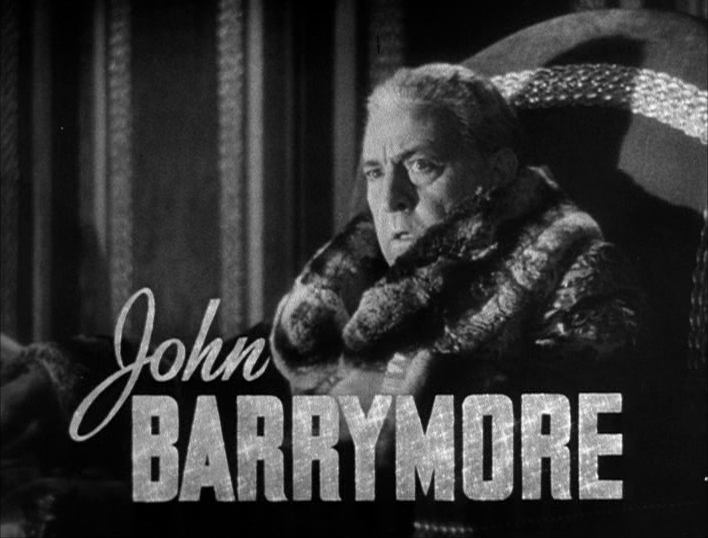
John Barrymore prêtant ses traits à Louis XV
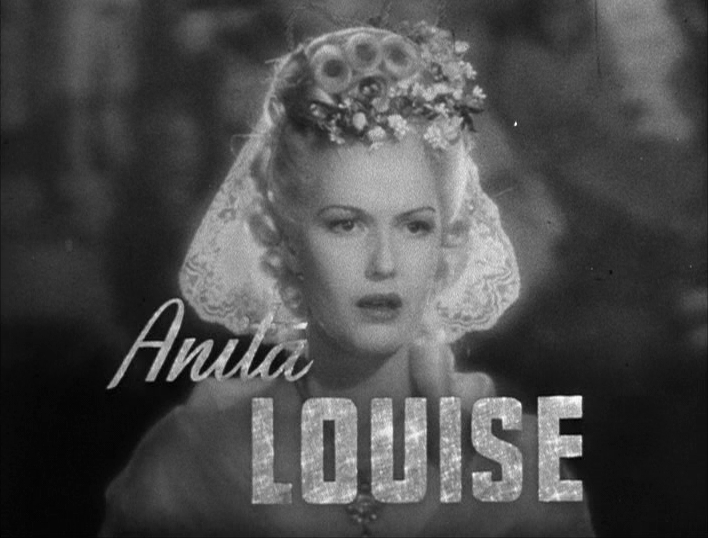
Anita Louise (la princesse de Lamballe)
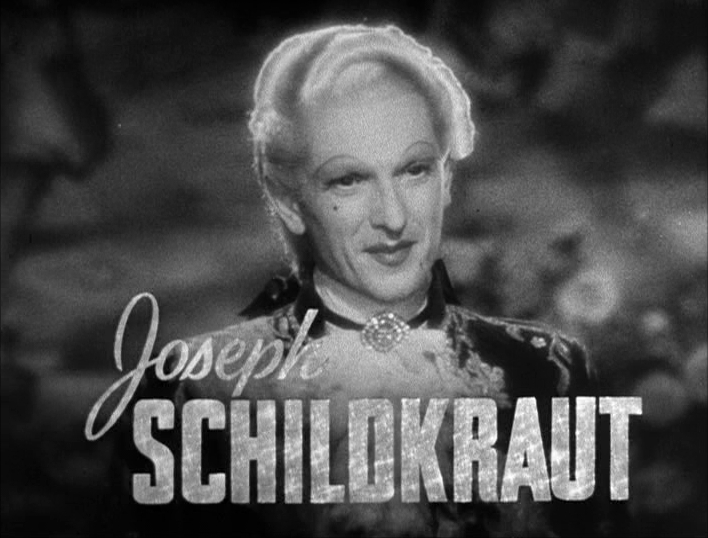
Joseph Schildkraut (le duc d'Orléans)
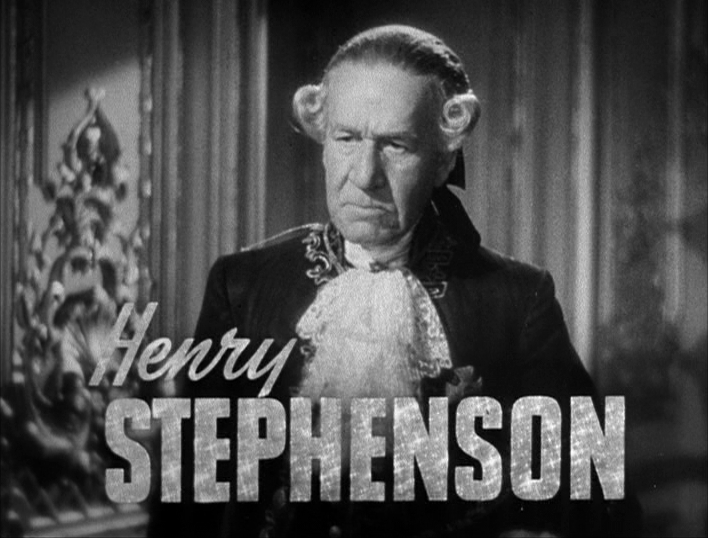
Henry Stephenson (le comte de Mercy)
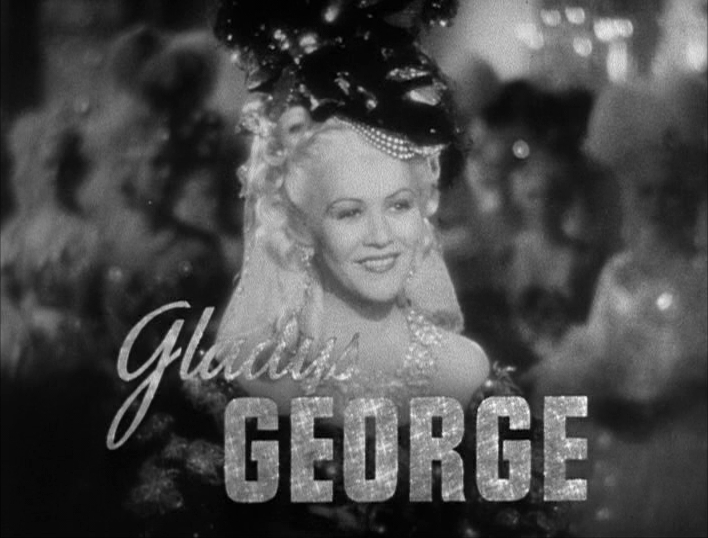
Gladys George (la comtesse du Barry)

## Distinctions
- Coupe Volpi de la Meilleure Interprétation Féminine pour Norma Shearer en 1938
- New York Film Critics Circle Award du Meilleur Acteur pour Robert Morley en 1938

Le film fut nommé quatre fois aux Oscars en 1939 :
- Nomination à l'Oscar de la Meilleure Actrice pour Norma Shearer
- Nomination à l'Oscar du Meilleur Acteur dans un Second Rôle pour Robert Morley
- Nomination à l'Oscar des Meilleurs Décors
- Nomination à l'Oscar de la Meilleure Musique Originale